# Fine Young Cannibals
I Fine Young Cannibals (spesso abbreviati F.Y.C.) sono stati un gruppo inglese fondato a Birmingham nel 1984 dal bassista David Steele, dal chitarrista Andy Cox (entrambi componenti il gruppo The Beat) e dal cantante Roland Gift (proveniente dagli Akrylykz). Il nome fu preso dal film All the Fine Young Cannibals (in italiano: "I giovani cannibali") del 1960, con Robert Wagner e Natalie Wood.
Sono conosciuti soprattutto per i singoli Johnny Come Home, Suspicious Minds (cover dell'omonimo brano di Elvis Presley), She Drives Me Crazy e Good Thing. Nel loro periodo di maggior successo, hanno curato la colonna sonora del film comico Tin Men - Due imbroglioni con signora (1987), con Richard Dreyfuss e Danny DeVito per la regia di Barry Levinson.
Si sono sciolti nel 1992, ma nel 1996 si sono riuniti per la registrazione del singolo The Flame, che è stato inserito nella raccolta The Finest.

## Storia
Il gruppo fu fondato nel 1984 dopo la dissoluzione dei The Beat, da cui provenivano Cox e Steele. David Steele ed Andy Cox passarono circa otto mesi ad ascoltare musicassette di potenziali cantanti prima di scegliere Roland Gift. Inizialmente ebbero problemi a trovare un contratto, ma quando il video del loro brano "Johnny Come Home" fu trasmesso durante la trasmissione televisiva The Tube, cominciarono immediatamente a piovere offerte. L'album eponimo di debutto fu pubblicato nel 1985 e produsse due hit nelle classifiche del Regno Unito, la già citata "Johnny Come Home" ed una cover di "Suspicious Minds" di Elvis Presley, brano in cui è presente anche il cantante Jimmy Somerville. Questi due brani divennero dei successi anche a livello internazionale, entrando nelle prime quaranta canzoni in classifica in Europe, Canada e Australia, mentre non ebbero un impatto significativo nelle classifiche degli Stati Uniti.
Nel 1987 i Fine Young Cannibals apparvero nel ruolo di una house band di un nightclub nella commedia Tin Men, di cui contribuirono anche alla colonna sonora.
Nel periodo intercorrente tra il primo ed il secondo album, nel 1987 Steele e Cox pubblicarono con il nome di "Two Men, a Drum Machine and a Trumpet" un album strumentale di musica house intitolato "Tired Of Getting Pushed Around", che raggiunse il 18º posto nella UK Singles Chart ed ottenne successo anche nella Hot Dance Club Songs americana. Contemporaneamente invece Gift fece un'altra apparizione cinematografica in Sammy e Rosie vanno a letto.
La band confermò il suo successo internazionale con i singoli "She Drives Me Crazy" e "Good Thing" estratti dall'album The Raw & the Cooked del 1989: entrambi i brani raggiunsero la prima posizione negli Stati Uniti. "Good Thing" fu la loro seconda numero uno nella Billboard Hot 100 l'8 luglio 1989 e raggiunse anche il 7º posto nella UK Singles Chart. The Raw & the Cooked comprendeva anche tre brani che erano stati incisi per il film Tin Men (compresa la stessa "Good Thing") nonché una cover di "Ever Fallen in Love (With Someone You Shouldn't've)" dei Buzzcocks, registrata per il film Qualcosa di travolgente.
Nel 1990 il gruppo contribuì con una cover di "Love for Sale" all'album Red Hot + Blue prodotta dalla Red Hot Organization, una collezione di venti canzoni di Cole Porter registrati da vari artisti per raccogliere fondi a favore della ricerca sull'AIDS. Nello stesso anno si aggiudicarono due Brit Awards: come miglior gruppo inglese e come miglior album inglese (per The Raw & the Cooked).
I Fine Young Cannibals si sciolsero nel 1992, anche se nel 1996 tornarono brevemente in studio per registrare un nuovo singolo, "The Flame", a complemento del loro album di greatest hits The Finest uscito quello stesso anno. Nei primi anni 2000 Gift riattivò il nome del gruppo per una tournée (senza Steele e Cox) con il nome di "Roland Gift and the Fine Young Cannibals".

## Formazione
- Roland Gift (cantante) 28 maggio 1961 (1984-1992, 1996-1997)
- Andy Cox (chitarrista) 25 gennaio 1956 (1984-1992, 1996-1997)
- David Steele (bassista e tastierista) 8 settembre 1960 (1984-1992, 1996-1997)

## Discografia

### Album
- 1985 Fine Young Cannibals U.S.: #49 U.K.: #11(I.R.S.Records)
- 1988 The Raw & the Cooked U.S.: #1 (7 settimane, 2 dischi di platino) U.K.: #1 (1 settimana)(I.R.S. Records)
- 1990 The Raw & the Remix (raccolta di remix di The Raw & the Cooked)(I.R.S.Records)

### Raccolte
- 1996 The Finest U.K.: #10
- 2006 The Platinum Collection